# Franz Beer (Architekt)

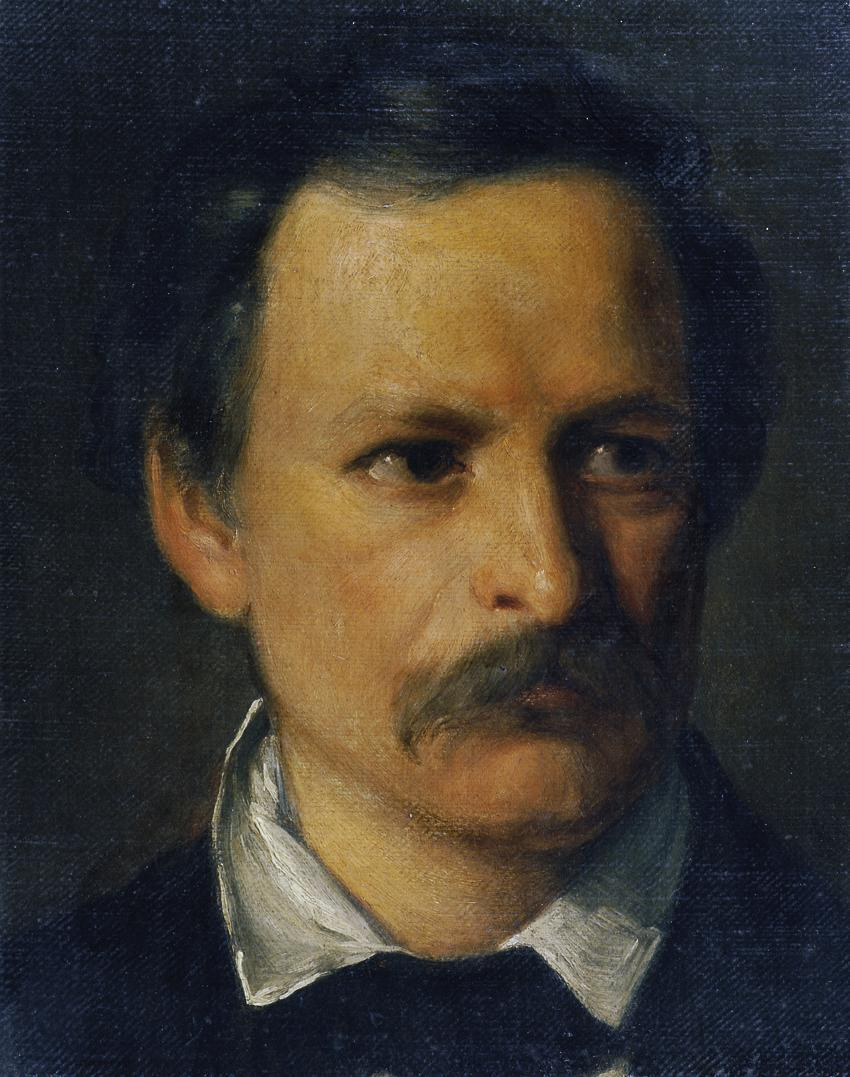
Franz Beer nach einem Gemälde von Carl Rahl aus dem Jahre 1857 (Sammlung Belvedere Wien)

Franz Beer (* um 1804 in Matzleinsdorf, Kaisertum Österreich; † 2. Juni 1861 in Wien) war ein österreichischer Architekt.

## Leben und Wirken
Franz Beer wurde um das Jahr 1804 in Matzleinsdorf, einem ehemaligen Vorort von Wien, geboren. Das genaue Datum seiner Geburt ist nicht bekannt. Auch über seine Kindheit und Jugendzeit gibt es nur wenige Erkenntnisse. Mit fünfzehn Jahren trat er der Architekturschule der Akademie der bildenden Künste in Wien bei. Anschließend besuchte er das k.k. Polytechnische Institut in Wien. Hier besuchte er die Graveurschule. Im Jahre 1835 war er als Bauinspektor in Venedig tätig. Zu einem späteren Zeitpunkt wurde er Hausarchitekt der Fürsten Schwarzenberg.
Franz Beer war offensichtlich ein erfolgreicher und wohlhabender Architekt. Er war nicht verheiratet und starb am 2. Juni 1861 im Alter von 57 Jahren in Wien; er hinterließ keine Nachkommen.
Als Architekt zeichnete er sich vor allem durch die Planung (und teilweise Realisierung) von drei bedeutenden Bauwerken aus:
Schloss Frauenberg an der Moldau
Im zweiten Drittel des 19. Jahrhunderts entschloss sich Fürst Johann Adolf II. zu Schwarzenberg das Schloss Frauenberg an der Moldau (tsch. Zámek Hluboká nad Vltavou) im Stil der Romanik umzubauen. Mit der Planung sowie Ausführung der Bauarbeiten wurde Franz Beer als Hausarchitekt der Schwarzenbergs beauftragt. Die vorhandenen alten Gebäude des Schlosses wurden abgetragen und Beer entwarf Pläne im damals sehr populären Tudorstil. Zwanzig Jahre lang arbeitete Beer an der Erbauung des Schlosses. Die Bauarbeiten wurden jedoch erst nach dem Tode von Beer, im Jahre 1871 unter der Leitung seines Nachfolgers Ferdinand Deworetzky endgültig abgeschlossen. An der Bauausführung und insbesondere an der Ausgestaltung der Innenräume nahm die Ehefrau des Fürsten, Eleonore, regen Anteil. Diese tatkräftige Frau nahm persönlich an den Umbauten des Schlosses teil, denn sie wählte aus den Vorlagen und Katalogen die Verwirklichungen der einzelnen architektonischen Elemente oder richtete die einzelnen Interieure des Schlosses ein. Besonderen Wert legte sie auf die Gestaltung der „Repräsentationsräume“ des Schlosses, die mit wertvollsten Möbeln ausgestattet wurden. Die Wände und Decken des Schlosses sind mit edlen Hölzern und wertvollen Schnitzereien ausgestattet. Das Schloss Frauenberg stellt ein Musterbeispiel romantischer Schlossbaukunst des 19. Jahrhunderts dar.
Eine Dominante des Schlosses bildet der von Beer neu gebaute 52 Meter hohe neugotische Turm, der an Stelle des ursprünglichen eingestürzten Barockturmes an dieser Stelle neu gebaut wurde.
Im Jahre 1947 wurde der gesamte Besitz der Fürsten Schwarzenberg in der (späteren) volksdemokratischen Tschechoslowakei enteignet. Auch heute noch befindet sich das Schloss in Eigentum der Tschechischen Republik.
Schloss Karlburg
Als Graf Emanuel Zichy de Ferraris im Jahre 1837 eine Tochter des schottischen Admirals Richard John Strachan, Charlotte (* 1815, † 1851), heiratete, entschloss er sich seiner Gattin zu Ehren auf seinem Gut Karlburg ein neues Schloss in dem damals in England vorherrschenden Baustil der Neugotik zu errichten. Das Schloss sollte in englischen Tudor-Stil errichtet werden und von einem weitläufigen englischen Landschaftspark umgeben sein. Mit der Planung wurde Franz Beer beauftragt.
Beer plante ein zwei Etagen hohes Flügelgebäude in Form eines Buchstabens U mit einem Ehrenhof. Die symmetrische Anlage um einen Ehrenhof erzeugt hingegen eine interessante Spannung zwischen barocker Grundrissform und neogotischer Formulierung. Die Hauptfassade wurde durch eine Anzahl von Fenstern und Balkonen gegliedert. Im Inneren dominierte ein einladendes Entree mit repräsentativem Treppenhaus, das in eine prachtvolle Halle im ersten Obergeschoss mündete.
Der Grundstein für den Bau des neuen Gebäudes wurde am 11. Juni 1843 von dem österreichischen Kanzler Klemens Wenzel Lothar von Metternich gelegt, der ein Schwager von Emanuel Zichy war. Die Bauausführung erfolgte jedoch durch den Preßburger Baumeister Ignaz Feigler d.Ä.
Im Jahre 1872 wurde die Herrschaft an die Grafen Henkel von Donnersmarck verkauft. Auch die Donnersmarcks führten zahlreiche Umbauten am Schlosse durch. Die letzten (privaten) Besitzer des Schlosses waren Graf Elemér Lónyaay und Kronprinzessin Stephanie von Belgien. Gegenwärtig (2022) befindet sich das Schloss im Eigentum der Slowakischen Republik. Es ist leer, baufällig und in einem beklagenswerten Zustand.
Palais Harrach in Wien
Bekannt wurde Franz Beer durch Umbauarbeiten des Palais Harrach in der Freyung. Das Palais stammt noch aus dem 17. Jahrhundert. Die ursprünglichen Planungen stammen von den Architekten Christian Alexander Oedtl und Domenico Martinelli (1650–1718). Als das Palais im 19. Jahrhundert an Graf Franz Ernst Harrach gelangte, kam es am Gebäude zu größeren gravierenden Umbauarbeiten, mit denen Franz Beer beauftragt wurde. 1844 sollte Beer die nötigen Umbauarbeiten zur Schaffung einer Galerie ausführen. Das oberste Geschoss wurde erhöht und aus dem Mezzanin entstand ein Vollgeschoss. Dabei wurde auch die Fassade zur Freyung vollkommen neu gestaltet. Darüber hinaus wurde er auch mit der Neugestaltung der Innenräume beauftragt. Das Palais Harrach wurde im Zweiten Weltkrieg schwer beschädigt, ein Wiederaufbau erfolgte in den Jahren 1948–1952 auf der Grundlage der ursprünglichen barocken Konzeption.

## Galerie

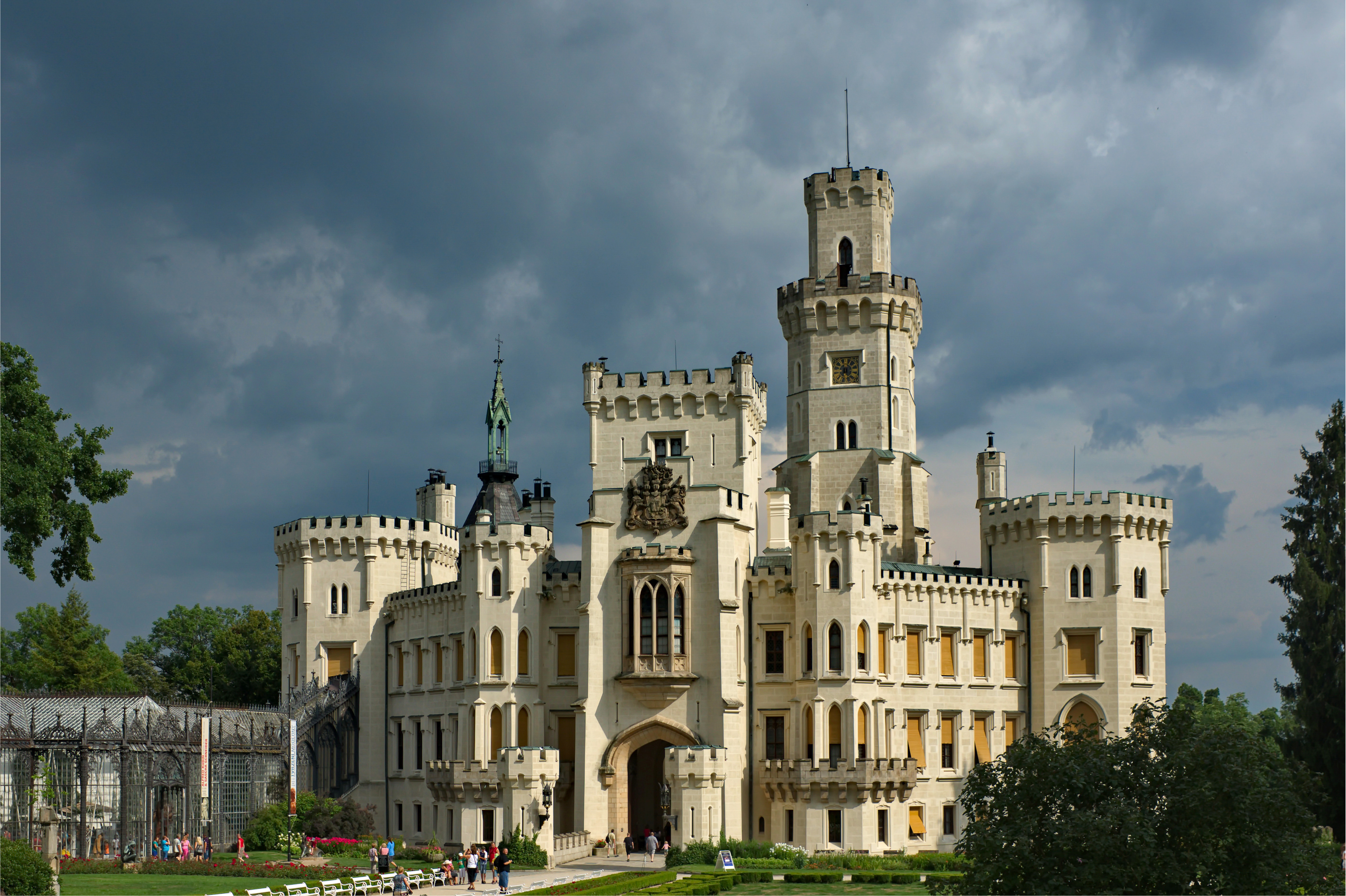
Schloss Frauenberg
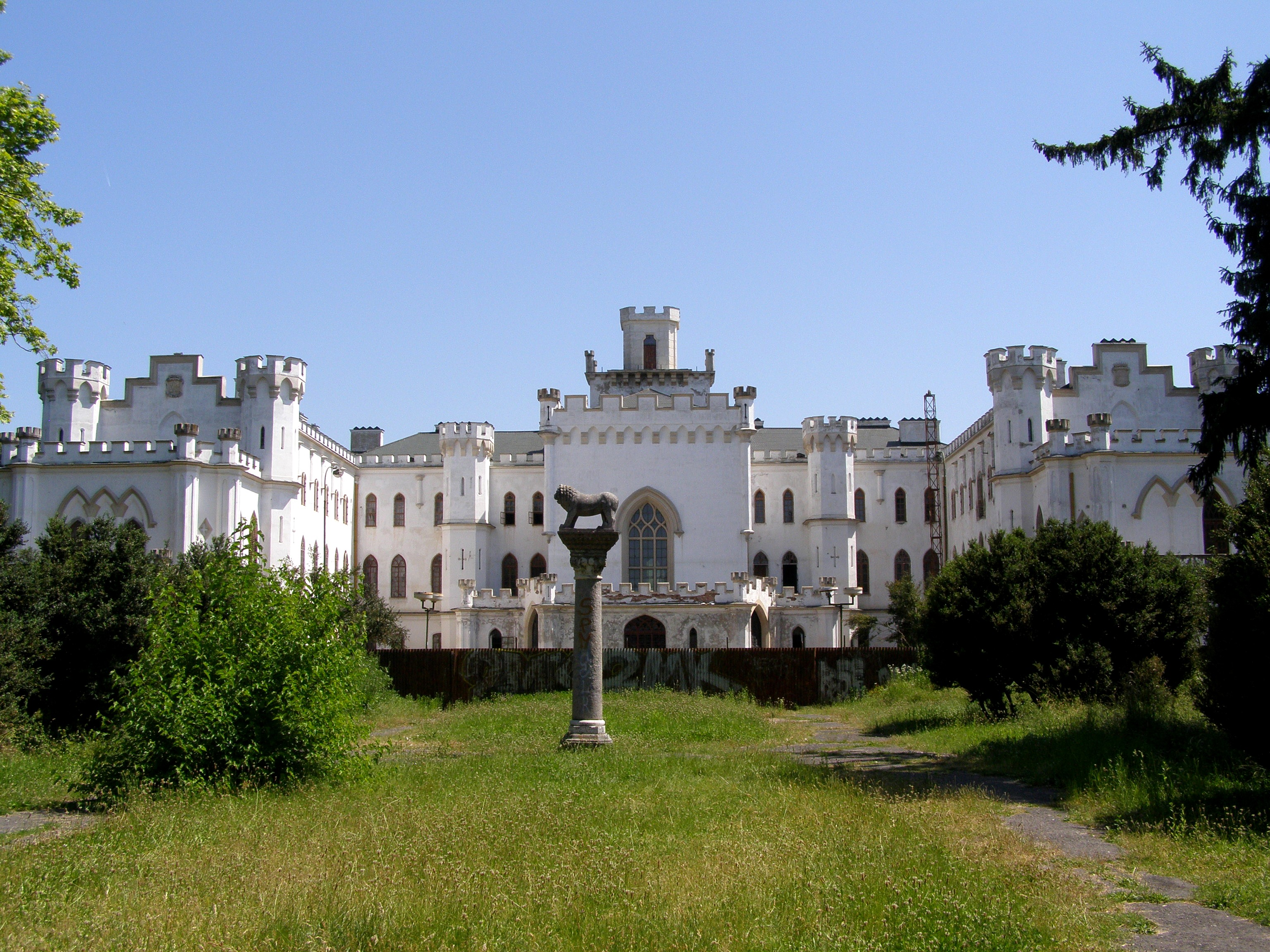
Schloss Karlburg
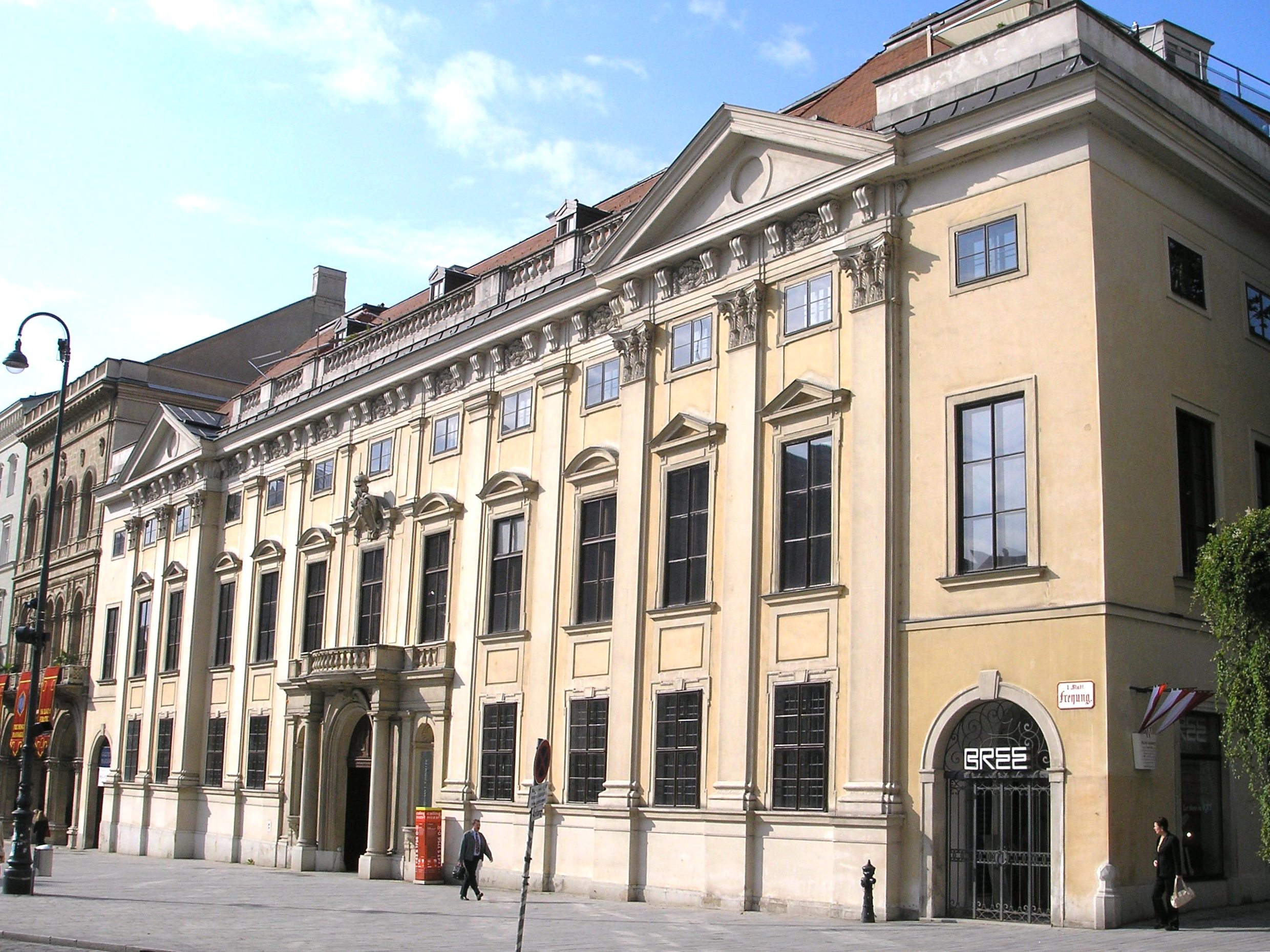
Palais Harrach (Freyung) in Wien